# 新井彬之
新井 彬之（あらい よしゆき、1934年9月15日 - 2017年3月7日）は、日本の政治家。公明党所属の衆議院議員（6期）。

## 経歴
静岡県榛原郡川崎町（現在の牧之原市）出身。1957年関西大学法学部卒。神戸市議を経て、1969年の第32回衆議院議員総選挙に兵庫4区から公明党公認で立候補して当選、6期務めた。党内では建設部会長、兵庫県本部副本部長、中央委員を務める。1990年の第39回衆議院議員総選挙に立候補せず、政界から引退した。
2017年3月7日、肺がんのため、死去した。82歳没。